# 마스부치 다쓰요시
마스부치 다쓰요시(일본어: 増渕 竜義, 1988년 5월 3일 ~ )는 일본의 프로 야구 선수이며, 현재 센트럴 리그인 도쿄 야쿠르트 스왈로스의 소속 선수(투수)이다.

## 인물

### 프로 입단 전
초등학교 4학년때 연식 소년 야구팀에서 야구를 시작하여 야수로서 활동했다. 이후 중학교 시절부터는 투수로서 활약해 사이타마 현립 와시미야 고등학교에 입학한 이후에는 1학년의 가을부터 에이스 투수가 되면서 2학년 시절에 이미 140km/h가 넘을 정도의 강속구를 던져 세간의 주목을 끌었다. 3학년 때인 2006년 하계 전국 고등학교 야구 선수권 대회 사이타마 현 예선에서 15개 탈삼진과 노히트 노런을 달성했고, 결승전에서는 우라와가쿠인 고등학교를 상대로 역투했지만 0대 4로 패해 고시엔 대회의 출전은 이루어지지 않았다.
2006년의 고교생 드래프트에서 도쿄 야쿠르트 스왈로스와 세이부 라이온스로부터 지명을 받았는데 야쿠르트가 교섭권을 획득, 11월 11일에 추정 계약금 8000만엔과 연봉 800만엔으로 계약해 야쿠르트의 입단이 최종 결정되었다. 등번호는 63번으로 결정해 계약 직후 이가라시 료타를 목표로 두어 “직구로 정면 승부”하고 싶다고 말했다.

### 프로 입단 후

#### 2007년
이듬해 2007년에는 1군 캠프에 합류하여 연습 경기에서는 개인 최고 속도를 웃도는 152km/h를 기록했고 시범 경기에서도 5경기에 등판해 평균자책점 1.29를 기록하면서 호투하는 등 시즌 개막은 2군에서 보냈다. 고졸 신인이면서 1군에 대동하여 개막 선발 로테이션에 들어가는 것을 완수했다. 4월 7일 히로시마 도요 카프전(2차전)에 선발 등판, 데뷔 후 첫 등판이 이루어지면서 7이닝까지 던지는 등 상대 타자 26명에게 86개 공을 던지는 것을 포함해 피안타 4개(피홈런 1개), 탈삼진 5개, 볼넷 1개, 1실점(1자책점)으로 기대 이상의 투구를 보여주었다. 그러나 4월 15일과 4월 22일 연속으로 기대 이하의 투구로 패전 투수가 되는 등 결국 2군으로 떨어졌다. 2군에서도 폭투를 기록하는 등 좋지 않은 플레이가 나오자 이후의 건강 검진에서 오른쪽 어깨에 이상이 있다는 판명을 받았고 5월 중순부터 2주 정도의 재활 훈련에 전념했다.
시즌 종반에는 다시 1군으로 복귀하여 10월 4일 요코하마 베이스타스전에서 등판, 8이닝 무실점을 처리해 데뷔 첫 승리를 기록했다. 그러나 이 경기에서는 스즈키 겐의 은퇴 경기였기 때문에 경기 직후에 있을 히어로 인터뷰를 실시하지 않았다. 참고로 이 경기에서 알렉스 라미레스가 우타자로서 일본 프로 야구 사상 최초인 시즌 200안타를 달성했기 때문에 다음날의 각 스포츠 신문에서도 크게 다루어질 것은 없었다. 계약과 관련해서는 다음 시즌으로의 활약이 기대되어 다카쓰 신고의 등번호인 22번을 물려 받았다.

#### 2008년
1군 캠프에서는 선발 투수로서의 기대를 걸 수 있었다. 시범 경기에서는 호조를 유지해 3월 18일에는 개인 최고 속도 타이 기록인 152km/h를 기록했다. 첫 등판인 4월 2일에는 1군에 등록돼 5이닝 3실점으로 고전하면서도 승리로 장식하는 등 작년에 이어 개막 이후부터 선발 로테이션 들어갔다. 11경기에 선발 등판하여 뚜렷한 성적을 남기고 있었지만 5월 6일과 6월 2일에 등록이 말소되는 등 1군에 복귀하는 데에는 이르지 않았다.
5월 26일의 도호쿠 라쿠텐 골든이글스전에서는 동갑 내기인 다나카 마사히로와의 선발 등판이 이루어졌지만 상대 타자 릭 쇼트의 머리 부분에 사구를 던져 위협구라는 판정을 받아 결국 퇴장당하는 불명예를 안게 되었다. 7월 27일에 1군 등록이 말소되면서 그 후 부상으로 인해 1군에는 오를 수 없었다. 9월에는 2군으로 복귀해 9월 26일에는 이스턴 리그의 우승 경기에 등판했다. 10월에는 야마베 후토시의 지도 하에 지금까지의 스리쿼터부터 팔꿈치를 올리는 오버스로로 폼을 개조했다.

#### 2009년
2군에서의 연습하던 도중 타구에 맞아 턱이 골절되는 부상을 당해 수술을 받았다. 당초에는 시즌 중의 복귀가 불투명해 보였으나 시간이 지나면서 회복 기미가 보이자 여름에는 2군에서의 등판할 수 있기까지 되었다. 오버스로의 투구로부터 다시 원래의 모습인 스리쿼터로 되돌렸지만 9월 2일의 한신 타이거스전에 선발 등판해 구속과 구위 모두 부족함을 드러내 7실점을 기록하여 패전 투수가 되었다.

#### 2010년
140km/h의 그럭 저럭하게 떨어진 강속구도 150km/h를 기록할 때까지 회복하여 그 구위를 높게 평가 받아 중간 계투로서 처음으로 개막은 1군에서 시작되었다(엄밀히 로테이션 관계로 개막에 등록되지 않고 있는 것만으로 개막 1군에서의 대동은 과거 두 차례 있었다). 개막 이후부터 당분간은 주로 패전 처리나 구원 투수로 등판해 5월 13일의 오릭스 버펄로스전까지 무자책점(실점 3)으로 호조를 계속 유지했다. 여름이 되면서 계속 이기는 등 경기에서의 구원 투수로 등판하는 것도 증가해 6월에는 그것까지 ‘승리의 방정식’을 담당하고 있던 오시모토 다케히코가 부진하게 되자 오가와 준지 감독 대행으로부터 직접 승리의 방정식으로 지명받았다.

#### 2011년
선발로 재전향되면서 팀이 4경기 연속 승리 없음이라는 분위기 속에서 첫 등판을 해 8이닝 무실점의 호투를 보여 3년 만의 선발 승리를 거두었다. 그 후 교류전에서는 부진했지만 전반기에서 5승을 기록했다.

#### 2014년
이마나미 다카히로와의 교류 트레이드로 홋카이도 니혼햄 파이터스에 이적했다.

## 상세 정보

### 출신 학교
- 사이타마 현립 와시미야 고등학교

### 선수 경력
- 도쿄 야쿠르트 스왈로스(2007년 ~ )

### 개인 기록

#### 투수 기록
- 첫 등판·첫 선발 : 2007년 4월 7일, 대 히로시마 도요 카프 2차전(메이지 진구 야구장), 7이닝 4안타 1실점
- 첫 탈삼진 : 상동, 1회초에 히가시데 아키히로로부터
- 첫 승리·첫 선발 승리 : 2007년 10월 4일, 대 요코하마 베이스타스 21차전(메이지 진구 야구장), 7이닝 무실점
- 첫 홀드 : 2007년 10월 8일, 대 요코하마 베이스타스 24차전(요코하마 스타디움), 6회말에 2번째 투수로서 구원 등판, 1이닝 무실점

#### 타격 기록
- 첫 안타 : 2008년 5월 18일, 대 한신 타이거스 9차전(한신 고시엔 구장), 2회초에 스기야마 나오히사로부터 중전 안타
- 첫 타점 : 2011년 7월 3일, 대 히로시마 도요 카프 8차전(MAZDA Zoom-Zoom 스타디움 히로시마), 2회초에 나카무라 교헤이로부터 밀어내기 볼넷

### 등번호
- 63(2007년)
- 22(2008년 ~ )

### 연도별 투수 성적
| 연 도      | 소 속      | 등 판 | 선 발 | 완 투 | 완 봉 | 무 4 구 | 승 리 | 패 전 | 세 이 브 | 홀 드 | 승 률 | 타 자 | 이 닝 | 피 안 타 | 피 홈 런 | 볼 넷 | 고 4 | 몸 맞 | 탈 삼 진 | 폭 투 | 보 크 | 실 점 | 자 책 점 | 평 자 책 | W H I P |
| ---------- | ---------- | ----- | ----- | ----- | ----- | ------- | ----- | ----- | -------- | ----- | ----- | ----- | ----- | -------- | -------- | ----- | ---- | ----- | -------- | ----- | ----- | ----- | -------- | -------- | ------- |
| 2007년     | 야쿠르트   | 6     | 5     | 0     | 0     | 0       | 1     | 1     | 0        | 1     | .500  | 125   | 29.1  | 27       | 6        | 11    | 0    | 3     | 21       | 2     | 0     | 15    | 14       | 4.30     | 1.30    |
| 2008년     | 야쿠르트   | 12    | 11    | 0     | 0     | 0       | 3     | 3     | 0        | 0     | .500  | 242   | 55.1  | 54       | 8        | 22    | 0    | 6     | 25       | 1     | 0     | 27    | 26       | 4.23     | 1.37    |
| 2009년     | 야쿠르트   | 1     | 1     | 0     | 0     | 0       | 0     | 1     | 0        | 0     | .000  | 27    | 5.0   | 8        | 1        | 6     | 0    | 0     | 4        | 2     | 0     | 7     | 7        | 12.60    | 2.80    |
| 2010년     | 야쿠르트   | 57    | 0     | 0     | 0     | 0       | 2     | 3     | 0        | 20    | .400  | 259   | 60.1  | 46       | 5        | 36    | 1    | 1     | 50       | 1     | 0     | 22    | 18       | 2.69     | 1.36    |
| 2011년     | 야쿠르트   | 27    | 22    | 0     | 0     | 0       | 7     | 11    | 0        | 0     | .389  | 575   | 134.1 | 140      | 8        | 46    | 0    | 7     | 91       | 2     | 0     | 64    | 63       | 4.22     | 1.38    |
| 통산 : 5년 | 통산 : 5년 | 103   | 39    | 0     | 0     | 0       | 13    | 19    | 0        | 21    | .406  | 1228  | 284.1 | 275      | 28       | 121   | 1    | 17    | 191      | 8     | 0     | 135   | 128      | 4.05     | 1.39    |

- 2011년 기준.